# Colormax Pescara Calcio a 5 2019-2020
Questa pagina raccoglie i dati riguardanti il Colormax Pescara Calcio a 5, squadra di calcio a 5 militante in serie A, nelle competizioni ufficiali della stagione 2019-2020.

## Trasferimenti

### Sessione estiva
| André Ferreira             | Feldi Eboli   |
| Manuel Scarinci            | Tombesi       |
| Leandro Alexandre Ferreira | APOEL         |
| Sergio Parra               | Piast Gliwice |
| Alex Dall'Onder            | Sestu         |

| Andrea Romanò      | Real Rieti     |
| Jeferson Titon     | CDM Genova     |
| Giuseppe Curri     | Active Network |
| Vitinho            | CDM Genova     |
| Juan Ignacio Claro | Arzignano      |

### Sessione invernale
| Carlo Houenou | Acqua e Sapone |

| Fabinho | Acqua e Sapone |

## Organico

### Prima squadra
| N° | Naz.               | Ruolo | Sportivo                   | Anno     |  |  |
| -- | ------------------ | ----- | -------------------------- | -------- |  |  |
| 1  | Italia (bandiera)  | POR   | Piero Mazzocchetti         | 17.12.87 |  |  |
| 5  | Italia (bandiera)  | DIF   | Pierluigi Galliani         | 05.09.95 |  |  |
| 7  | Brasile (bandiera) | LAT   | André Ferreira             | 12.10.88 |  |  |
| 9  | Italia (bandiera)  | LAT   | Lorenzo Giuliani           | 16.02.00 |  |  |
| 9  | Italia (bandiera)  | PIV   | Carlo Houenou              | 31.08.96 |  |  |
| 10 | Brasile (bandiera) | LAT   | Misael Gonçalves           | 04.08.95 |  |  |
| 11 | Italia (bandiera)  | LAT   | Eduardo Morgado            | 19.06.81 |  |  |
| 12 | Brasile (bandiera) | PIV   | Alex Dall'Onder            | 17.05.89 |  |  |
| 13 | Brasile (bandiera) | LAT   | Leandro Alexandre Ferreira | 16.06.92 |  |  |
| 14 | Spagna (bandiera)  | LAT   | Sergio Parra               | 30.01.97 |  |  |
| 18 | Brasile (bandiera) | UNI   | Coco Schmitt               | 17.12.84 |  |  |
| 19 | Italia (bandiera)  | POR   | Federico Pieragostino      | 12.11.93 |  |  |
| 23 | Italia (bandiera)  | DIF   | Manuel Scarinci            | 18.09.98 |  |  |
| 25 | Italia (bandiera)  | LAT   | Emanuele Ferraioli         | 16.08.94 |  |  |
| 29 | Brasile (bandiera) | PIV   | Fabinho                    | 17.03.90 |  |  |
| 99 | Italia (bandiera)  | LAT   | Loris Santacroce           | 23.06.99 |  |  |

### Under-19
| N° | Naz.              | Ruolo | Sportivo            | Anno     |  |  |
| -- | ----------------- | ----- | ------------------- | -------- |  |  |
| 6  | Italia (bandiera) | POR   | Stefano Talamonti   | 27.04.02 |  |  |
| 6  | Italia (bandiera) | DIF   | Urbano Paride       | --.--.-- |  |  |
| 6  | Italia (bandiera) | LAT   | Lorenzo Petrantuono | 29.07.03 |  |  |
| 9  | Italia (bandiera) | LAT   | Niccolò Papalinetti | 18.08.03 |  |  |
| 20 | Italia (bandiera) | POR   | Federico De Luca    | 06.06.02 |  |  |